# David Leitch
David Leitch, född 16 november 1975 i Kohler, Wisconsin, är en amerikansk filmskapare, skådespelare, stuntman och stuntkoordinator.

## Filmografi (i urval)

### Filmskapare
| 2014 | John Wick                    | Okrediterad | Ja  |
| 2017 | Atomic Blonde                | Ja          | Nej |
| 2018 | Deadpool 2                   | Ja          | Nej |
| 2019 | Fast & Furious: Hobbs & Shaw | Ja          | Nej |
| 2021 | Nobody                       | Nej         | Ja  |
| 2022 | Bullet Train                 | Ja          | Ja  |
| 2024 | The Fall Guy                 | Ja          | Ja  |
| 2026 | How to Rob a Bank            | Ja          | Ja  |

### Skådespelare
- 1998 – Martial Law (TV-serie)
- 2000 – Power Rangers Lightspeed Rescue (TV-serie)
- 2001 – The Order
- 2021 – Walker, Texas Ranger (TV-serie)
- 2003 – In Hell
- 2004 – Förhäxad (TV-serie)
- 2005 – V för Vendetta
- 2005 – The Dukes of Hazzard
- 2009 – Ninja Assassin
- 2011 – The Mechanic
- 2012 – The Bourne Legacy
- 2013 – Escape Plan
- 2018 – Deadpool 2
- 2019 – Fast & Furious: Hobbs & Shaw